# جيرارد كيني
جيرارد كيني (بالإنجليزية: Gerard Kenny)‏ هو مغن مؤلف وعازف بيانو ومغني أمريكي، ولد في 8 يوليو 1947.

## وصلات خارجية
- جيرارد كيني على موقع IMDb (الإنجليزية)
- جيرارد كيني على موقع ميوزك برينز (الإنجليزية)
- جيرارد كيني على موقع ديسكوغز (الإنجليزية)